# Mr. Hands
| 전문가 평가                          | 전문가 평가 |
| 평가 점수                            | 평가 점수   |
| 출처                                 | 점수        |
| ------------------------------------ | ----------- |
| AllMusic                             | [ 1 ]       |
| The Penguin Guide to Jazz Recordings | [ 2 ]       |
| The Rolling Stone Jazz Record Guide  | [ 3 ]       |

《Mr. Hands》는 1980년 9월, 컬럼비아 레코드에서 발매된 미국의 재즈 음악가 허비 행콕의 스물네 번째 스튜디오 음반이다.

## 배경
댄스 음반으로 구상되었던 이전 음반인 《Monster》와 달리, 《Mr. Hands》는 뚜렷한 그룹들이 있는 다른 음악 스타일의 모음집이다. 〈4 A.M.〉라는 곡에 베이스 기타리스트 자코 파스토리우스가 피처링했고, 베니 모핀, 실라 E., 론 카터를 포함한 다수의 게스트들과, 전적으로 행콕에 의해 공연된 신시사이저 트랙 (〈Textures〉)이 있다. 〈Shiftless Shuffle〉 (원래 1979년 일본 전용 음반 《Directstep》에서 발매됨)은 1973년 더 헤드헌터스의 멤버들이 《Head Hunters》 음반 세션에서 녹음했다. 이 음반은 행콕이 컴퓨터를 사용한 첫 번째 음반이었고, 이번에는 애플 II였다. 그는 애플 컴퓨터와 수년간 관계를 이어갔다.
원래 발매되었을 때 간과되었던 행콕이 R&B 영향에 더 집중하기 시작하면서 한동안 "스트레이트" 일렉트릭 재즈의 마지막 나들이였다.

## 곡 목록
모든 곡들은 허비 행콕에 의해 작곡하였다.
| #  | 제목                       | 재생 시간 |
| -- | -------------------------- | --------- |
| 1. | 〈Spiraling Prism〉        | 6:25      |
| 2. | 〈Calypso〉                | 6:44      |
| 3. | 〈Just Around the Corner〉 | 7:36      |
| 4. | 〈4 A.M.〉                 | 5:23      |
| 5. | 〈Shiftless Shuffle〉      | 7:10      |
| 6. | 〈Textures〉               | 6:37      |